# Bryson DeChambeau
Bryson James Aldrich DeChambeau (Modesto, 16 settembre 1993) è un golfista statunitense.
Da amatore vinse l’NCAA Division I Championship e lo U.S. Amateur nel 2015; con la vittoria dello U.S. Open nel 2020 è diventato il terzo golfista della storia ad aver ottenuto questi tre titoli dopo Jack Nicklaus e Tiger Woods.
È stato soprannominato “The Scientist” per il suo metodo di gioco analitico. I suoi bastoni sono progettati appositamente per le sue caratteristiche: le impugnature sono più larghe di quelle solite e tutti i ferri sono della medesima lunghezza. Nel 2020 è divenuto il giocatore capace di raggiungere le maggiori distanze con il drive nel PGA Tour.

## Carriera
Nel 2010, a 16 anni, vinse il California State Junior Championship. Nel giugno 2015 diventò il primo della Southern Methodist University a trionfare all’ NCAA Division I Championship, con un punteggio record di 280 (-8). In agosto arrivò un’altra rilevante vittoria, nello U.S. Amateur. Intanto aveva fatto il debutto nel PGA Tour da amatore nel St. Jude Classic per poi partecipare al primo Major, lo U.S. Open. A novembre arrivò secondo nel torneo professionistico degli Australian Masters.
Nella stagione seguente raggiunse il ventunesimo posto ai Masters, dopo i quali passò al professionismo. Partì bene con un quarto posto all’RBC Heritage ed un quindicesimo allo U.S. Open, tuttavia non riuscì ad ottenere una card per il PGA Tour 2017, ma si qualificò alle Web.com Tour Finals, dove si procurò la card grazie alla vittoria del DAP Championship. Nel luglio 2017 si è guadagnato il primo titolo nel PGA Tour, al John Deere Classic.
Il 2018 è stata un’annata ricca di trionfi. Il primo è avvenuto al Memorial Tournament, dove DeChambeau al playoff ha sconfitto i due avversari con un birdie alla seconda buca. In seguito, ad agosto ha vinto il The Northern Trust e la settimana seguente il Dell Technologies Championship, entrambi validi per la FedEx Cup, dove ha concluso piazzandosi terzo. Ha inoltre partecipato alla sua prima Ryder Cup, dove però non è riuscito a guadagnare un punto e gli Stati Uniti sono usciti sconfitti. A novembre è arrivata la quarta vittoria, al Shriners Hospitals for Children Open, che gli ha permesso di salire al quinto posto della classifica mondiale.
Nella stagione 2019 ottiene il primo titolo nello European Tour vincendo l’Omega Dubai Desert Classic con sette colpi di margine. Partecipa alla prima Presidents Cup, dove gli Stati Uniti hanno la meglio. A partire dalla fine di quest’anno e durante la pandemia di COVID-19 DeChambeau aumenta la massa muscolare guadagnando circa 18 chilogrammi, diventando di conseguenza il golfista con il tee shot più lungo. Nel luglio 2020 è tornato a vincere un torneo, il Rocket Mortgage Classic, grazie ad un giro finale sette colpi sotto il par. Arriva quarto al PGA Championship, mentre a settembre trionfa nel primo Major, lo U.S. Open, nel quale è l’unico giocatore a rimanere sotto il par. Torna così ad occupare la quinta posizione nel ranking, ad oggi il suo miglior risultato.

## Vittorie professionali (13)

### PGA Tour (9)
| Legenda                      |
| Tornei Major (2)             |
| FedEx Cup playoff eventi (2) |
| Altro PGA Tour (5)           |

| N° | Data              | Torneo                               | Punteggio             | Margine | Secondo/i classificato/i    |
| -- | ----------------- | ------------------------------------ | --------------------- | ------- | --------------------------- |
| 1  | 16 luglio 2017    | John Deere Classic                   | -18 (66–65–70–65=266) | 1 colpo | Patrick Rodgers             |
| 2  | 3 giugno 2018     | Memorial Tournament                  | -15 (69–67–66–71=273) | Playoff | An Byeong-hun, Kyle Stanley |
| 3  | 26 agosto 2018    | The Northern Trust                   | -18 (68–66–63–69=266) | 4 colpi | Tony Finau                  |
| 4  | 3 settembre 2018  | Dell Technologies Championship       | -16 (70–68–63–67=268) | 2 colpi | Justin Rose                 |
| 5  | 4 novembre 2018   | Shriners Hospitals for Children Open | -21 (66–66–65–66=263) | 1 colpo | Patrick Cantlay             |
| 6  | 5 luglio 2020     | Rocket Mortgage Classic              | -23 (66–67–67–65=272) | 3 colpi | Matthew Wolff               |
| 7  | 20 settembre 2020 | U.S. Open                            | -6 (69–68–70–67=274)  | 6 colpi | Matthew Wolff               |
| 8  | 7 marzo 2021      | Arnold Palmer Invitational           | -11 (67–71–68–71=277) | 1 colpo | Lee Westwood                |
| 7  | 16 giugno 2024    | U.S. Open                            | -6 (67–69–67–71=274)  | 1 colpo | Rory McIlroy                |

### European Tour (2)
NB: le vittorie ufficiali nello European Tour comprendono 1 torneo Major già elencato nelle vittorie del PGA Tour (questi tornei sono eventi ufficiali di entrambi i Tour)
| Legenda                 |
| Tornei Major (1)        |
| Altri European Tour (1) |

| N° | Data              | Torneo                     | Punteggio             | Margine | Secondo classificato |
| -- | ----------------- | -------------------------- | --------------------- | ------- | -------------------- |
| 1  | 27 gennaio 2019   | Omega Dubai Desert Classic | -24 (66–66–68–64=271) | 7 colpi | Matt Wallace         |
| 2  | 20 settembre 2020 | U.S. Open                  | -6 69-68-70-67=274    | 6 colpi | Matthew Wolff        |

### Web.com Tour (1)
| Eventi Web.com Tour Finals (1) |
| Altri tornei del PGA Tour (0)  |

| N° | Data              | Torneo                    | Punteggio di vittoria | Margine | Secondo/i                                        |
| -- | ----------------- | ------------------------- | --------------------- | ------- | ------------------------------------------------ |
| 1  | 11 settembre 2016 | Dunlop Phoenix Tournament | -7 (64–70–68–71=273)  | Playoff | Julián Etulain Andres Gonzales Nicholas Lindheim |

### LIV Golf League vittorie (2)
| No. | Data               | Torneo               | Punteggio di vi6 | To par | Margine | Secondo/i                     |
| --- | ------------------ | -------------------- | ---------------- | ------ | ------- | ----------------------------- |
| 1   | 6 agosto, 2023     | LIV Golf Greenbrier1 | 68-61-58=187     | −23    | 6 colpi | Mito Pereira                  |
| 2   | 24 settembre, 2023 | LIV Golf Chicago1    | 68-69-63=200     | −13    | 1 colpo | Anirban Lahiri, Marc Leishman |

1Co-sanzionato dal MENA Tour

## Tornei Major

### Vittorie (2)
| Anno | Campionato | 54 buche       | Punteggio di vittoria | Margine | Secondo       |
| ---- | ---------- | -------------- | --------------------- | ------- | ------------- |
| 2020 | U.S. Open  | 2 shot deficit | −6 (69-68-70-67=274)  | 6 colpi | Matthew Wolff |
| 2024 | U.S. Open  | 1 shot deficit | -6 (67-69-67-71=274)  | 6 colpi | Rory McIlroy  |